# Darrin Allen
Darrin Allen est un boxeur américain né le 5 janvier 1965 à Columbus, Ohio.

## Carrière
Sa carrière amateur est principalement marquée par un titre de champion du monde remporté à Reno en 1986 dans la catégorie des poids moyens après sa victoire en finale contre l'allemand Henry Maske. Passé professionnel en 1988, il échoue le 17 juillet 1997 pour le gain de la ceinture IBF des poids mi-lourds en étant battu au 3e round par son compatriote William Guthrie.

## Référence
1. ↑  (en) Résultats des championnats du monde de boxe amateur 1986 (amateur-boxing.strefa.pl)